# 拉福什
拉福什（法語：Lafauche，法語發音：[lafoʃ]）是法国上马恩省的一个市镇，属于肖蒙区。

## 地理
拉福什（48°17'48"N, 5°30'0"E）面积5.16 平方千米，位于法国大東部大區上马恩省，该省份为法国东北部内陆省份，北起马恩省和默兹省，西接奥布省，西南接科多尔省，东南接上索恩省，东临孚日省。
与拉福什接壤的市镇（或旧市镇、城区）包括：阿扬维尔、小利福勒、普雷苏拉福什。

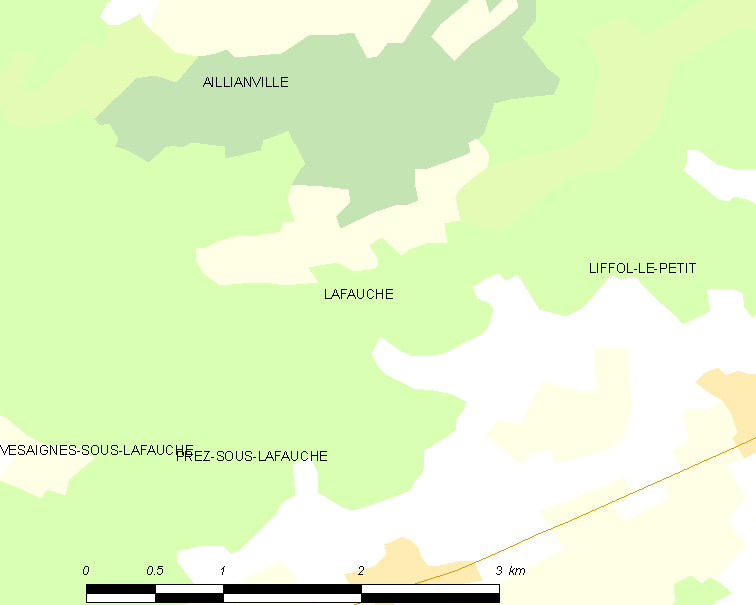
拉福什的OSM定位图

拉福什的时区为UTC+01:00、UTC+02:00（夏令时）。

## 行政
拉福什的邮政编码为52700，INSEE市镇编码为52256。

## 政治
拉福什所属的省级选区为普瓦松县。

## 人口

1962-2008年间拉福什人口变化图示

拉福什于2022年1月1日时的人口数量为74人。